# Križarke razreda Ticonderoga
Razred Ticonderoga je razred sedemindvajsetih križark, ki jih uporablja Ameriška mornarica, trenutno je v uporabi 22 ladij. V uporabi so od leta 1983. 

## Oborožitev
Križarka mark 41
- 2 × 61-celični izstreljevalec raket, oborožen z raketami:
  - RIM-66M-5 Standard SM-2MR Block IIIB
  - RIM-156A SM-2ER Block IV
  - RIM-161 SM-3
  - RIM-162A ESSM
  - RIM-174A Standard ERAM
  - BGM-109 Tomahawk
  - RUM-139A VL-ASROC

- 8 × protiladijske rakete RGM-84 Harpoon
- 2 × Mk 45 Mod 2 5-in/54-cal top
- 2 × 25 mm Mk 38 gun
- 2–4 × .50 cal (12.7 mm) top
- 2 × Phalanx CIWS Block 1B
- 2 × Mk 32 12.75-in (324 mm) torpedne cevi

## Galerija
- Bunker Hill v ozadju
- Rušilec razred Spruance (levo) in križarka razed Ticonderoga (desno)
- USS Lake Champlain (CG-57)
- USS Ticonderoga CG-47